# Eucalyptus pauciflora

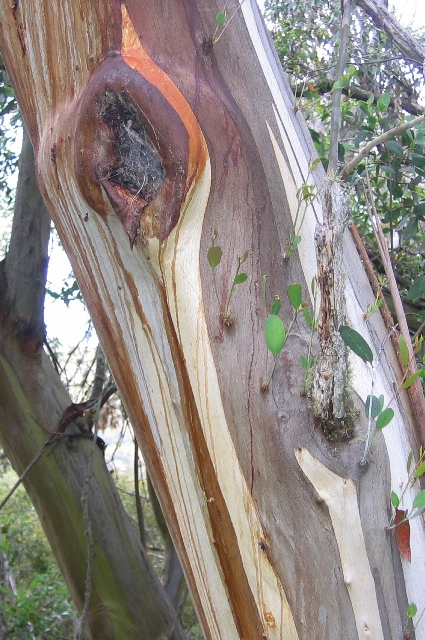
Tronco no en

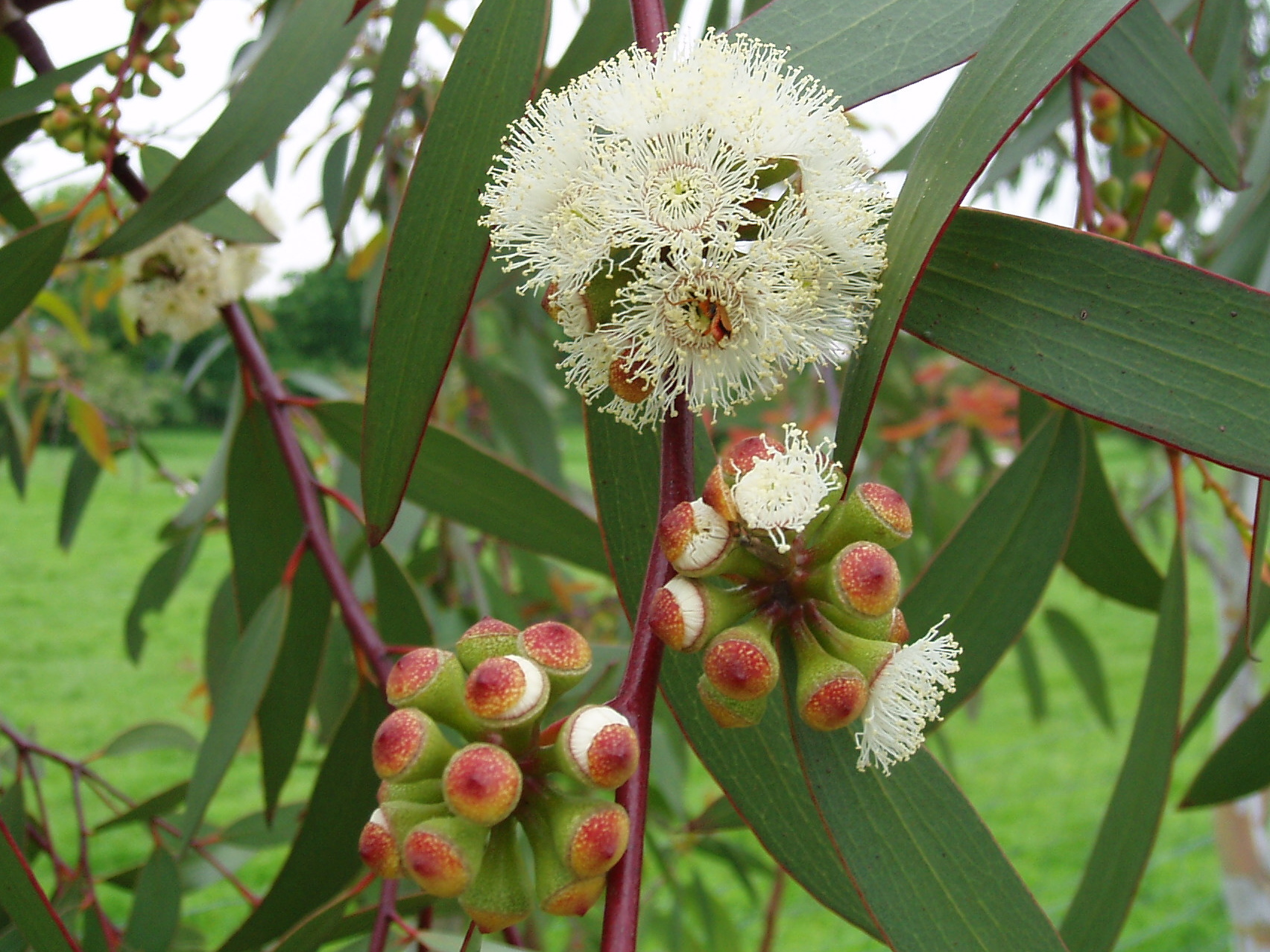
Gomos florais e flores

Eucalyptus pauciflora é uma espécie de árvore ou mallee nativa do leste da Austrália. Possui casca lisa, folhas lanceoladas a elípticas, gomos florais em grupos de sete a quinze, flores brancas e frutos em forma de taça, cônica ou hemisférica. É amplamente distribuído e localmente comum em bosques de locais frios acima de 700 metros de altitude.

## Descrição
Eucalyptus pauciflora é uma árvore ou mallee que geralmente cresce entre 20 e 30 metros de altura e forma um lignotúber. Sua casca é lisa, nas cores branca, cinza ou amarela, descascando em fitas e, por vezes, exibindo marcas de insetos. Plantas jovens e rebrotas de talhadia têm folhas opostas, de cor azul-esverdeada opaca ou glauca, com formato amplamente lanceolado a ovado, medindo de 44 a 170 mm de comprimento e 20 a 85 mm de largura. As folhas adultas são brilhantes e verdes em ambos os lados, lanceoladas a curvas ou elípticas, com 60 a 200 mm de comprimento e 12 a 50 mm de largura, afilando-se em um pecíolo de 8 a 33 mm. Os gomos florais formam grupos de sete a quinze, às vezes mais, nas axilas das folhas, sobre um pedúnculo não ramificado de 3 a 15 mm, com os gomos individuais sustentados por pedicelos de até 6 mm. Os gomos maduros são ovais, com 4 a 8 mm de comprimento e 3 a 5 mm de largura, apresentando uma caliptra cônica a arredondada. A floração ocorre entre outubro e fevereiro, com flores brancas. O fruto é uma cápsula lenhosa em forma de taça, cônica ou hemisférica, com 5 a 11 mm de comprimento e largura.

## Taxonomia
Eucalyptus pauciflora foi formalmente descrito em 1827 por Kurt Sprengel, a partir de uma descrição não publicada de Franz Wilhelm Sieber, em sua obra Systema Vegetabilium. O epíteto específico pauciflora vem do latim pauciflorus, que significa "com poucas flores". O termo "pauciflora" (poucas flores) é um equívoco, possivelmente originado de um espécime coletado que perdeu seus gomos durante o transporte.
Até 30 de novembro de 2019, seis subespécies eram reconhecidas pelo Censo Australiano de Plantas [en]:
- Eucalyptus pauciflora subsp. acerina Rule [en] ocorre em Victoria;[12]

- Eucalyptus pauciflora subsp. debeuzevillei (Maiden) L.A.S.Johnson & Blaxell [en] em Victoria, Nova Gales do Sul e Território da Capital Australiana;[13]

- Eucalyptus pauciflora subsp. hedraia Rule em Victoria;[14]

- Eucalyptus pauciflora subsp. niphophila (Maiden & Blakely [en]) L.A.S.Johnson & Blaxell em Nova Gales do Sul, Território da Capital Australiana e Victoria;[15]

- Eucalyptus pauciflora subsp. parvifructa Rule em Victoria;[16]

- Eucalyptus pauciflora Sieber ex Spreng. subsp. pauciflora é encontrado em Queensland, Nova Gales do Sul, Território da Capital Australiana, Victoria, Austrália Meridional e Tasmânia.[16]

## Distribuição e habitat
O Eucalyptus pauciflora cresce em bosques ao longo de cordilheiras e planaltos, em locais planos e frios acima de 700 metros, desde o extremo sudeste de Queensland, passando por Nova Gales do Sul, Território da Capital Australiana e Victoria, até perto de Mount Gambier na Austrália Meridional e Tasmânia.
Na Tasmânia, a espécie hibridiza com Eucalyptus coccifera [en] e Eucalyptus amygdalina [en].

## Ecologia
O Eucalyptus pauciflora está entre as espécies de eucalipto mais resistentes, suportando as severas temperaturas de inverno dos Alpes Australianos. Regenera-se por sementes, brotos epicórmicos sob a casca e lignotúberes. É a espécie de eucalipto mais tolerante ao frio, com a subespécie E. pauciflora niphophila resistindo a temperaturas de até -23 °C e geadas durante todo o ano. Foi introduzida na Noruega.

## Influência nos processos da camada de neve
Em altitudes onde os bosques de Eucalyptus pauciflora coincidem com a neve sazonal, acima de cerca de 1.500 metros, as árvores aumentam a acumulação de neve e moderam o derretimento, sendo cruciais para a hidrologia e os recursos hídricos do sudeste da Austrália. Diferentemente das florestas de folhas aciculadas, os E. pauciflora não interceptam grandes quantidades de neve nos ramos e folhas, o que evitaria maior evaporação ou sublimação. Assim, a acumulação de neve é maior em bosques vivos de E. pauciflora do que em áreas queimadas ou sem florestas.
O impacto de incêndios florestais nos Eucalyptus pauciflora altera esses efeitos, reduzindo a longevidade da camada de neve e aumentando os processos de evaporação/sublimação, diminuindo o escoamento disponível para ecossistemas e uso humano. Estima-se que os incêndios de 2019-2020 na Austrália afetaram 462 km² (33%) das florestas de Eucalyptus pauciflora mapeadas com neve sazonal, reduzindo o escoamento anual da camada de neve em 63,3 gigalitros (equivalente a cerca de 25.320 piscinas olímpicas).

## Uso em horticultura
No cultivo no Reino Unido, Eucalyptus pauciflora niphophila e E. pauciflora debeuzevillei receberam o Award of Garden Merit da Royal Horticultural Society.

## Galeria

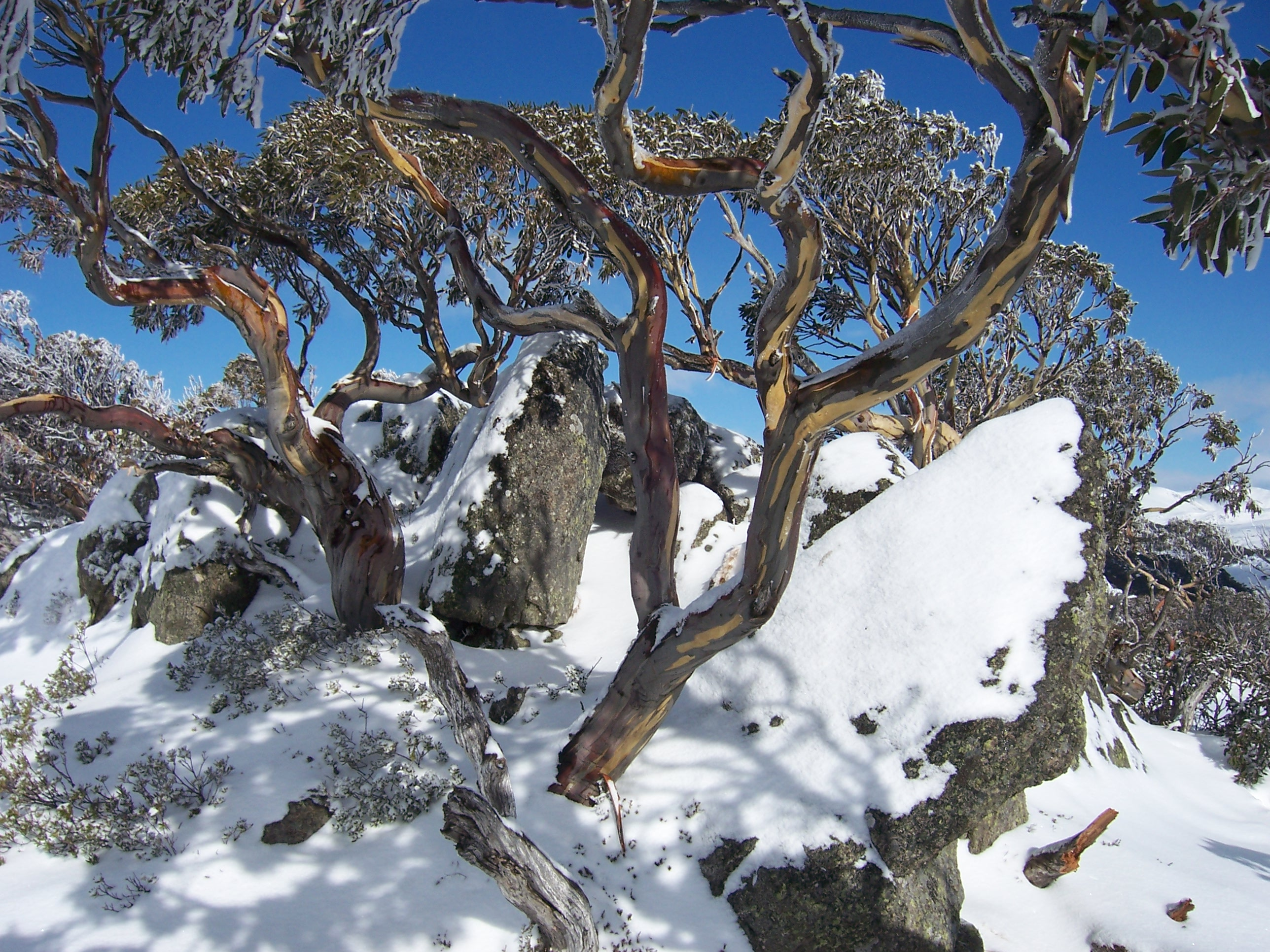
Um Eucalyptus pauciflora em Perisher, Nova Gales do Sul.
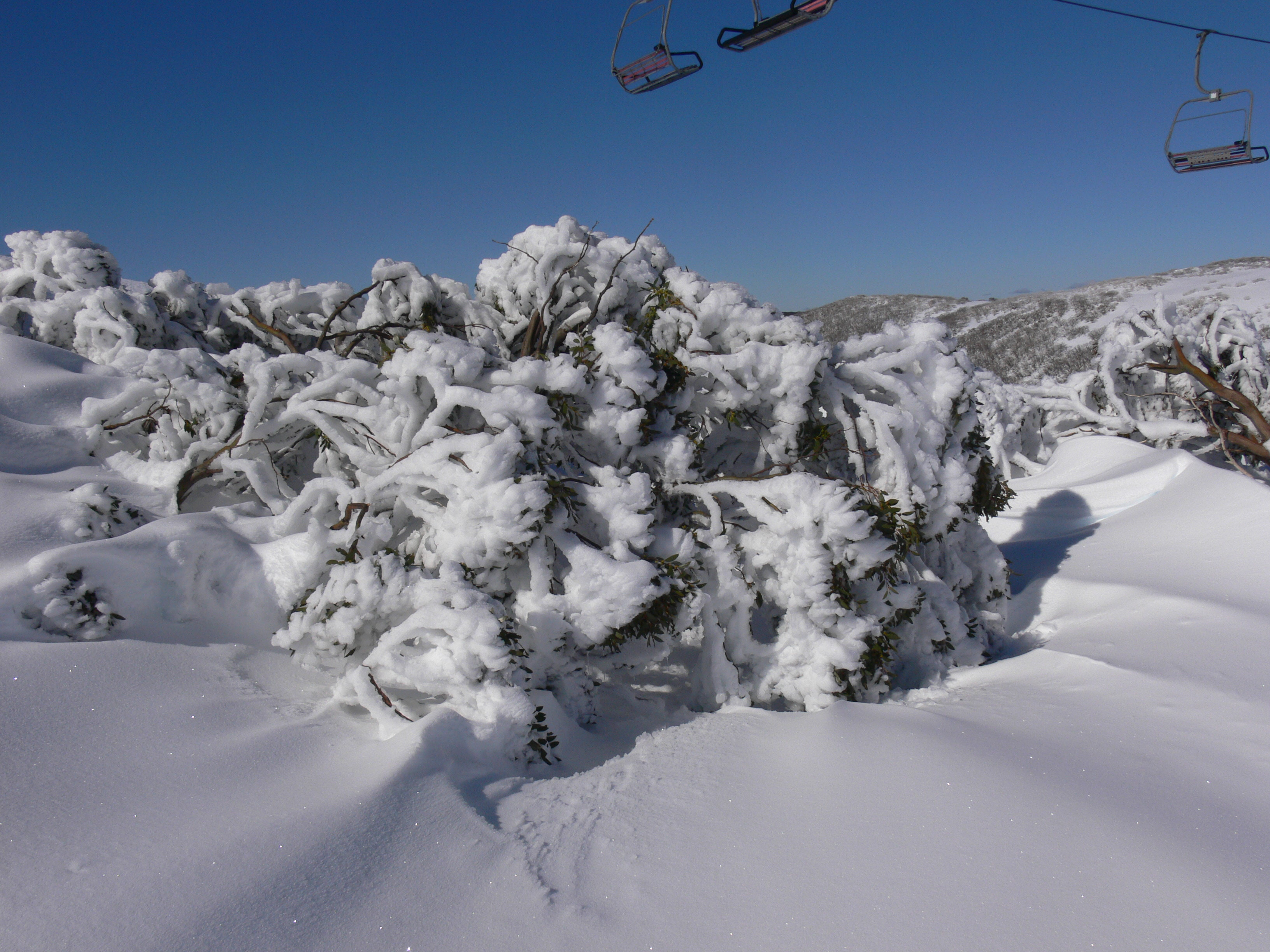
Imagem mostrando a capacidade da árvore de sobreviver em neve profunda.
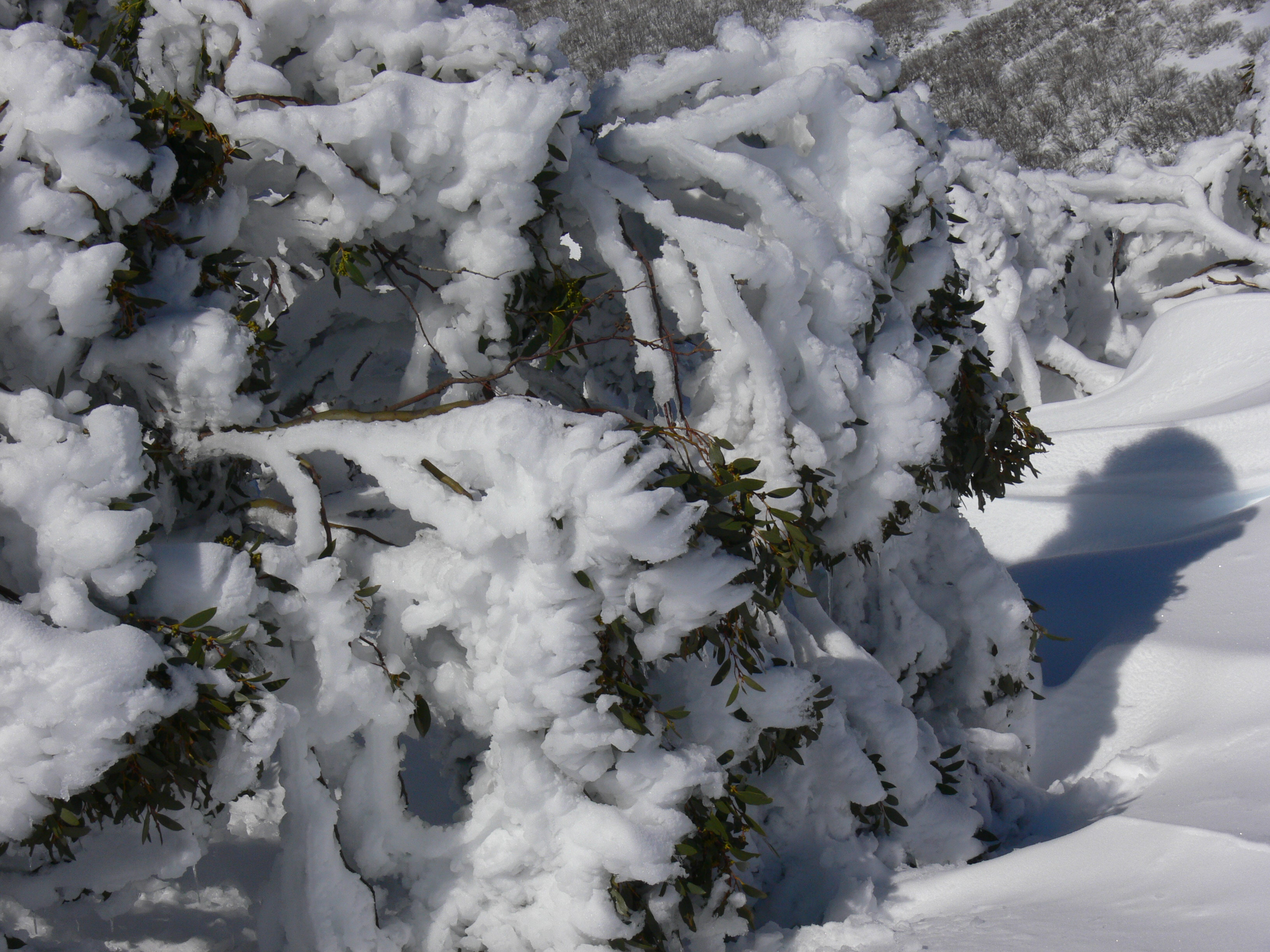
Imagem mostrando como os ramos se dobram sem quebrar sob o peso da neve, permitindo que ela caia das folhas.
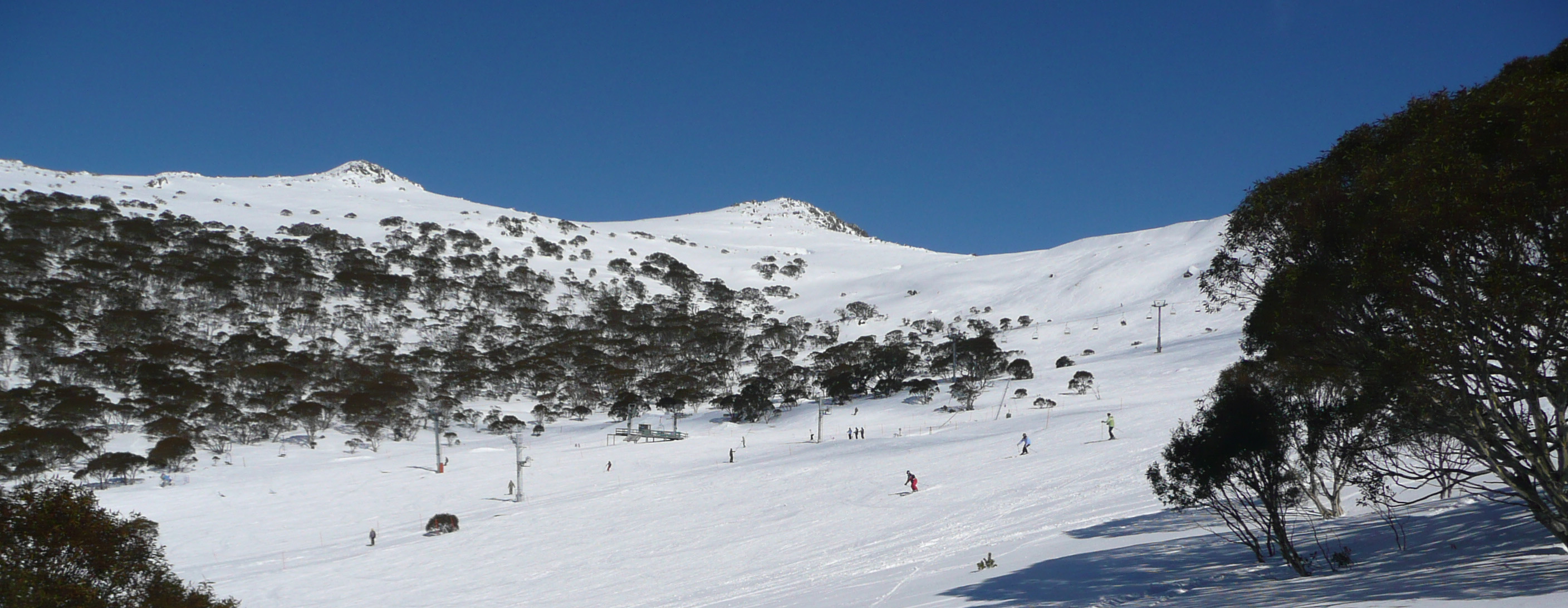
Bosque de Eucalyptus pauciflora abaixo da linha das árvores.